# Daylon Claasen
Daylon Claasen (Klerksdorp, Sudáfrica, 28 de enero de 1990) es un futbolista sudafricano, que se desempeña como mediocampista.

## Clubes
| Club           | País         | Año       |
| -------------- | ------------ | --------- |
| Ajax Cape Town | Sudáfrica    | 2006-2008 |
| Ajax           | Países Bajos | 2008-2010 |
| Lierse         | Bélgica      | 2010-2013 |
| Lech Poznań    | Polonia      | 2013-2014 |
| 1860 Múnich    | Alemania     | 2014-2017 |

## Selección nacional
Ha sido internacional con la selección de fútbol de Sudáfrica; donde hasta ahora, ha jugado 9 partidos internacionales y no ha anotado goles por dicho seleccionado.